# EBM (muzyka)
Electronic Body Music (EBM) – gatunek muzyczny łączący w sobie elementy industrialu i electropunku. Powstał we wczesnych latach 80. XX wieku. Na gatunek ten początkowo wpływała muzyka industrialna (Throbbing Gristle, Cabaret Voltaire), elektroniczna (Kraftwerk, Depeche Mode) i europejski electropunk (DAF, Liaisons Dangereuses, Portion Control).

## Charakterystyka
EBM to gatunek muzyki elektronicznej, który narodził się w latach 80. XX wieku w Europie Zachodniej. Nazwa pochodzi od skrótu Electronic Body Music, który wprowadził belgijski zespół Front 242. Muzyka EBM charakteryzuje się mocnym, tanecznym rytmem, surowym brzmieniem syntezatorów i sekwencerów oraz chropawym, często przetworzonym wokalem. EBM czerpie inspiracje z muzyki industrialnej, punk rocka i new wave. Typowe instrumenty używane w EBM to Korg MS-20, Emulator II, Oberheim Matrix i Yamaha DX7. EBM stosuje prosty takt 4/4 z elementami synthpopu, tworząc muzykę energetyczną i agresywną.

### Główne cechy EBM
- Twardy, taneczny rytm: Styl EBM charakteryzował się początkowo twardym, tanecznym rytmem.
- Elektronicznie nieprzetworzony wokal: Wokal często nie był przetworzony elektronicznie, z elementami growlingu, oraz dotknięty efektami pogłosu i echa.
- Popularne syntezatory: W tamtych czasach głównymi instrumentami były popularne syntezatory, takie jak Korg MS-20, Emulator II, Oberheim Matrix czy Yamaha DX7.
- Rytm 4/4 z elementami synthpopu[6]: EBM bazuje na prostym taktowaniu 4/4[7], często wymieszanym z rytmem synthpopowym.

## Etymologia
Termin "electronic body music" został wprowadzony przez belgijską grupę Front 242 w 1984 do opisu muzyki  z ich EP No Comment, wydanej tego samego roku.
Kilka lat wcześniej zespół DAF z Niemiec w udzielonym wywiadzie użył terminu „Körpermusik” (ang. body music) do opisania ich tanecznego, elektroniczno-punkowego brzmienia (choć DAF przede wszystkim uznaje się za przedstawiciela nowej niemieckiej fali (niem. Neue Deutsche Welle)).
Innym terminem używanym na określenie EBM jest aggrepop, co jest skróconym opisem „aggressive pop”. Termin ten był używany głównie w Niemczech na początku lat 80.

## Historia
Na początku lat 80. XX w. grupy takie jak Front 242 czy Nitzer Ebb (obie zainspirowane twórczością Deutsch Amerikanische Freundschaft, Cabaret Voltaire i Throbbing Gristle) zaczęły łączyć niemiecki electropunk z elementami brytyjskiej muzyki industrialnej. Rezultatem tego połączenia były taneczne dźwięki nazwane EBM. Najważniejszymi albumami z tego gatunku były wydane w 1987 roku „Official Version” zespołu Front 242 i „That Total Age” zespołu Nitzer Ebb.
W drugiej połowie lat osiemdziesiątych amerykańskie i kanadyjskie grupy muzyczne, takie jak Front Line Assembly, Ministry, Batz Without Flesh czy Schnitt Acht, zaczęły grać typowy europejski EBM. Połączyły one dotychczasowe elementy z charakterystycznymi elementami amerykańskiej muzyki postindustrialnej (Revolting Cocks). Krótko potem wiele grup, np. Nine Inch Nails, stworzyło pod wpływem EBM bardziej rockowy styl, czego przykładem jest wydany w 1989 roku album „Pretty Hate Machine”.
Wraz z rozwojem muzyki gatunek EBM stawał się coraz bardziej popularny w podziemiu sceny muzycznej, głównie w Europie. Wówczas najbardziej znanymi wytwórniami były Antler-Subway, KK Records, niemieckie Animalized, Techno Drome International, Zoth Ommog Records, amerykańskie Wax Trax! i szwedzkie Front Music Production, Energy (później przyłączona do Energy Rekords).
Znanymi artystami dla tego gatunku poza Front 242 i Nitzer Ebb są Die Krupps, Vomito Negro, Signal Aout 42, Insekt, Force Dimension, Bigod 20 i Electro Assassin.
Kilka innych zespołów, takich jak A Split-Second (belgijski electro-rock), AAAK, The Weathermen, The Klinik, Borghesia, The Neon Judgement, Attrition czy Philadelphia Five, również tworzyło muzykę charakterystyczną dla gatunku, jednak nie zalicza się ich do grup typowo EBM.
Niektórzy z artystów sceny EBM tworzyło pod wpływem muzyków new beat i Goa trance (Juno Reactor, Astral Projection, Eon Project).

## Rozwój i pochodne

### Wczesny rozwój
W pierwszej połowie lat 90. wielu artystów EBM zaczęło zmieniać swój styl muzyczny poprzez zapożyczenia elementów z syntetycznego industrialu czy też muzyki rockowej i heavymetalowej. Album Tyranny For You zespołu Front 242 zapoczątkowały koniec klasycznej epoki EBM z lat 80. Zespół Nitzer Ebb zmienił styl wykonywanej muzyki i stał się grupą electro-rocka. Muzyka EBM w klasycznej postaci wygasła ostatecznie w połowie lat 90. Nowe grupy, takie jak Leæther Strip, :wumpscut:, i wczesne VNV Nation, połączyły ostre zniekształcone dźwięki z muzyką syntezatorową. Ustalenie dokładnego terminu tej rewolucji jest trudne i kontrowersyjne przez częste zamienne używanie w tamtych czasach terminu EBM z hardcore electro, electro-industrial lub też, co jest szczególnie częste w Niemczech i Ameryce, po prostu z "muzyka elektroniczną". Inni znani artyści tamtego czasu dla gatunku EBM to Allied Vision, Psychopomps, Controlled Fusion, wczesny Decoded Feedback i NVMPH.
Drugim rozwiniętym z tych samych korzeni gatunkiem było tak zwane dark electro. Łączy w sobie mroczną muzykę elektroniczną z charakterystycznym, zawodzącym wokalem. Ważnymi grupami dla tego gatunku były yelworC, Mortal Constraint, Trial i Tri-state.

### Późny rozwój
Późniejszym gatunkiem, który wyewoluował z EBM pod koniec lat 90., był aggrotech, który przekształca electro-industrial i dark electro w muzykę bardziej szorstką. Wyróżnia się rytmem charakterystycznym dla muzyki techno i agresywnymi tekstami o pesymistycznym wydźwięku. Przykładami mogą być Funker Vogt, Tactical Sekt, Hocico, a także nowsze zespoły Suicide Commando, Feindflug, Dismantled, i Velvet Acid Christ.
Przed końcem lat 90. kilka grup (VNV Nation, Covenant i Apoptygma Berzerk) zaczęło wykorzystywać wiele elementów z synthpopu i trance. Muzycy Ronan Harris z VNV Nation i Stephan Groth z Apoptygma Berzerk nazwali ten styl futurepop. Termin ten jest obecnie używany do określania niszowej muzyki podobnych do nich grup. Mniej więcej w tym samym czasie zapoczątkowany został ruch odwrotny. Wielu artystów europejskiej sceny techno, takich jak Terence Fixmer, Thomas P. Heckmann czy David Carretta, zaczęło zapożyczać elementy EBM do tworzonej przez siebie muzyki. Przykładem tego trendu w Stanach Zjednoczonych jest Adam X.
Tendencja ta rozprzestrzeniła się na electroclash. Kiedy scena ta zaczęła zanikać, wielu artystów zaczęło wykonywać muzykę w stylu techno połączonym z EBM.
Charakterystyka muzyki, jak i sceny EBM jest trudna ze względu na częstą wymianę wpływów pomiędzy sceną futurepop/EBM, old school i wieloma innymi. Artyści często miksowali nawzajem swoje utwory, przechodzili między grupami czy łączyli się (na przykład Terence Fixmer i Douglas McCarthy). W 2005 roku Andy LaPlegua, wywodzący się z klimatów futurepop/techno, stworzył nowy termin Techno Body Music (Combichrist – This Is TBM). Termin został użyty w kompilacji Masterhit Recordings „This Is... Techno Body Music Vol. 1". („TBM zburzy ściany w ludzkich głowach, łącząc to, co najlepsze z obu scen w jednej nazwie”). Także deklarująca futurepop grupa VNV Nation załączyła dwie ścieżki TBM – „Strata” and „Interceptor” – w swoim albumie zatytułowanym Matter+Form.
Inne późniejsze grupy takie jak Ionic Vision, Spetsnaz i Proceed poszły odmienną drogą, prezentując w ostatnich latach klasyczny styl EBM.